# La Seca
La Seca est une commune de la province de Valladolid dans la communauté autonome de Castille-et-León en Espagne.

## Sites et patrimoine
Les édifices les plus caractéristiques de la commune sont :
- Église de la Asunción ;
- Mairie, conçue par Ventura Rodríguez ;
- Chapelle de Cristo, chapelle barroque du XVIIIe siècle ;
- Chapelle de San Roque ;
- Chapelle del Niño Jesús.

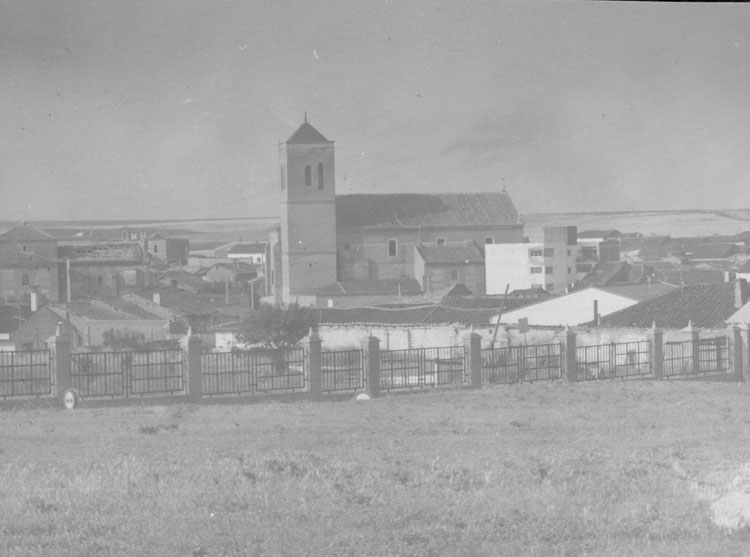
Église de la Asunción. Fondation Joaquín Díaz.
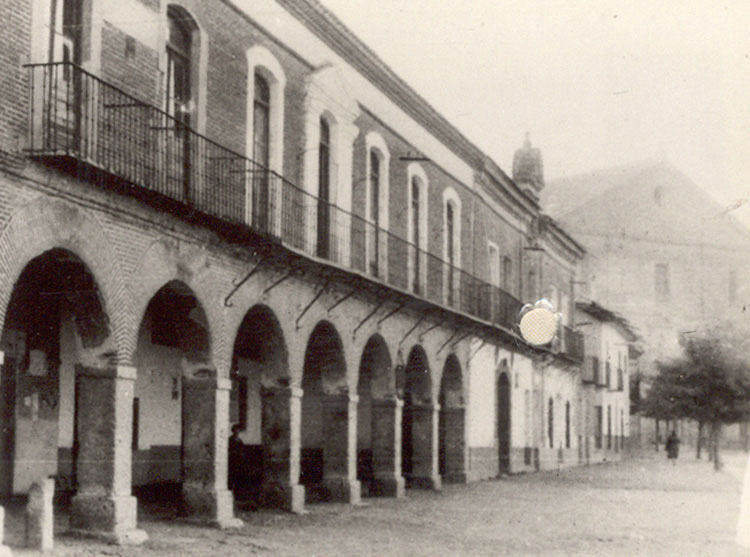
Plaza de La Seca. Collection éditée par la Caja de Ahorros Provincial en 1962. Fondation Joaquín Díaz.